# Kagal
Kagal è una città dell'India di 23.775 abitanti, situata nel distretto di Kolhapur, nello stato federato del Maharashtra. In base al numero di abitanti la città rientra nella classe III (da 20.000 a 49.999 persone).

## Geografia fisica
La città è situata a 16° 34' 60 N e 74° 19' 0 E e ha un'altitudine di 552 m s.l.m..

## Società

### Evoluzione demografica
Al censimento del 2001 la popolazione di Kagal assommava a 23.775 persone, delle quali 12.113 maschi e 11.662 femmine. I bambini di età inferiore o uguale ai sei anni assommavano a 2.823, dei quali 1.551 maschi e 1.272 femmine. Infine, coloro che erano in grado di saper almeno leggere e scrivere erano 16.927, dei quali 9.424 maschi e 7.503 femmine.